# Muzeum Kultury Lalkarskiej w Chrudimiu
Muzeum Kultury Lalkarskiej w Chrudimiu (czes. Muzeum loutkářských kultur) – muzeum kukiełek, marionetek i teatrów lalkowych zlokalizowane w czeskim mieście Chrudim.
Placówka otwarta 2 lipca 1972 obrazuje rozwój teatru lalkowego zarówno w Czechach, jak i na świecie. Ekspozycja, powstała na bazie zbiorów prof. Jana Malíka (1904–1980), dotyczy m.in. popularnego w Czechach od połowy XVIII wieku do lat 60. XX wieku wędrownego lalkarstwa, czy seryjnie produkowanych kukiełek dla małych teatrów rodzinnych. Ponadto eksponowane są obiekty związane z:
- teatrem luminescencyjnym, którego twórcą był František Tvrdek,
- indonezyjskim teatrem cieni,
- wietnamskim lalkarstwem wodnym,
- teatrem cejlońskim,
- teatrem indyjskim (np. kukiełka zbudowana z naparstków),
- chińskimi kukiełkami palcowymi,
- japońskim teatrem Nō,
- teatrami afrykańskimi i amerykańskimi[2].

Łącznie na zbiory składa się około 50.000 eksponatów, w tym ponad 8500 kukiełek. Corocznie, w początku lata odbywają się tutaj warsztaty i imprezy teatralne pod tytułem Loutkářská Chrudim.